# بطولة كرة القدم الألمانية 1906
بطولة كرة القدم الألمانية 1906 هو الموسم 4 من بطولة كرة القدم الألمانية ‏. أقيم خلال الفترة 22 أبريل 1906 وحتى 11 يونيو 1906، وأشرف على تنظيمه اتحاد ألمانيا لكرة القدم، وكان عدد الأندية المشاركة فيه 8، وفاز فيه لوكوموتيف لايبزيغ.